# Martinus Fabri
Martinus Fabri (* im 14. Jahrhundert in den Niederlanden; † im Mai 1400 in den Niederlanden) war ein niederländischer Komponist und Minnesänger des späten Mittelalters.

## Leben und Wirken
Die musikhistorische Forschung konnte über das Leben von Martinus Fabri bisher nur wenige Daten ermitteln. Gesichert ist, dass er im Oktober 1395 am Hof des wittelsbachischen Grafen Albrechts IV. von Holland, Seeland und Hennegau in Den Haag als Sänger angestellt wurde („cantor und clericus capelle“). Dieser Hof im Haag (Niederlande) und in Le Quesnoy (Hennegau) war mit den Herzögen des Burgund verbündet und eine Pflegestätte der Musik und anderer Künste. Es gibt Dokumente, in denen Fabris Zugehörigkeit zu diesem Hof auch in den Jahren 1396 und 1397 erwähnt ist. Fabri besaß den Titel eines Magisters (akademischer Grad nach dem Studium der „sieben freien Künste“ der Antike). Sein Tod im Mai 1400 ist dadurch belegt, dass Graf Albrecht von Fabris Erben Handschriften mit mehrstimmiger Musik („boeken van discant“) zum Gebrauch in seiner Kapelle angekauft hat. Fabri hatte einen Sohn, der im April 1396 getauft wurde.

## Bedeutung
Auf Grund seines musikalischen Stils und seiner Lebenszeit gehört Martinus Fabri, zusammen mit Johannes Ciconia, Hugo Boy monachus und anderen, zu den Vorläufern und Wegbereitern der franko-flämischen Musik. Von ihm sind drei Balladen und ein Rondeau überliefert.

## Werke
Die handschriftlich überlieferten Werke Martinus Fabris befinden sich alle, zusammen mit den Kompositionen von Hugo Boy monachus, in der Quellensammlung der Universitätsbibliothek Leiden (Urkundenbezeichnung NL-Lu 2720). Folgende vier Stücke daraus sind Martinus Fabri zugeschrieben:
- „Een cleyn parabel“ (Ballade mit niederländischem Text)
- „Eer ende lof“ (Ballade mit niederländischem Text)
- „[N]ay je cause d’estre liés et joyeux“ (Ballade mit französischem Text)
- „Or se depart li doulz tamps gracieulx“ (Rondeau-Refrain mit französischem Text).

Die Balladen in beiden Sprachen (dreistimmig mit Contratenor) sind höfische Minnelieder, in denen mythologische Figuren vorkommen (Venus, Pygmalion, Orpheus) und vielleicht auch Allegorien darstellen. Die Mischung von französischer und niederländischer Lyrik in den Stücken dieser Quelle ist typisch für Chansons dieser Epoche und Region. Die beiden Stücke mit französischem Text sind in dem verfeinerten musikalischen Stil der Ars subtilior gehalten, wobei der Text nur für die höchste Stimme notiert ist. Die beiden anderen Stücke mit niederländischem Text besitzen eine Textnotierung für alle Stimmen.